# Cabereopsis
Cabereopsis is een monotypisch geslacht van mosdiertjes uit de  familie van de Candidae. De wetenschappelijke naam ervan is in 1932 voor het eerst geldig gepubliceerd door Hasenbank.

## Soort
- Cabereopsis elongata Hasenbank, 1932